# Carlitos Mora
Carlos Rafael Mora Peñafiel, más conocido como Carlitos Mora (Guayaquil, 16 de septiembre de 1986-Guayaquil, 10 de julio de 2011), fue un joven conferencista ecuatoriano conocido por haber contraído el virus del VIH debido al pésimo funcionamiento de la Clínica Garcés de Guayaquil mientras estaba en tratamiento de transfusión de sangre por su insuficiencia renal.

## Biografía
Carlitos Mora nació en Guayaquil el 16 de septiembre de 1986, fue hijo de Eusebio Mora y Liduvina Peñafiel. El 5 de abril de 1995, a los 9 años de edad le fue diagnosticado con insuficiencia renal por lo que necesitaba un trasplante de riñón. Su madre al ser compatible le daría uno de sus riñones y acudió en octubre junto a él, a la Clínica Garcés en la ciudad de Guayaquil para iniciar un tratamiento de transfusión de sangre llamado hemodiálisis para limpiar su sangre antes del trasplante. Acudió tres veces por semana hasta que en noviembre el doctor Galo Garcés Barriga, dueño de la clínica, dio a conocer que tanto Carlitos, como otros 20 pacientes con insuficiencia renal fueron contagiados con el virus del VIH debido al uso insalubre de los equipos médicos por parte de la clínica.
Luego de que el caso se hiciera público, el doctor apenas tuvo un año de prisión y salió en libertad ya que nunca se le dictó sentencia y viajó a los Estados Unidos, mientras que el pequeño Carlitos tenía cubierto su rostro con una sabana para proteger su identidad cada que salía en la prensa las víctimas que clamaban justicia, hasta que tiempo más tarde debeló su rostro y justo a su madre dijeron que lucharan abiertamente sin esconderse para que se haga justicia por él y sus 20 compañeros infectados, y el caso no quede en la impunidad.
Cuando tenía 10 años, a Carlitos le detectaron hiperparatiroidismo y hepatitis C por lo que tuvo mal formación en sus huesos y debido a su insuficiencia renal debió acudir de por vida tres veces por semana para limpiar su sangre a un centro médico, y además de vivir con el virus del VIH sida, le ocasionó varios tumores en su cuerpo y uno en el rostro, teniendo que trasladarse con ayuda de su madre en una silla de ruedas.
Debido a la gravedad de su salud los médicos diagnosticaron que Carlitos no llegaría con vida a cumplir los 15 años de edad, sin embargo al haberlos cumplido dijo que su lucha contra la muerte continúa hasta que su caso no quede en la impunidad y al llegar a los 18 pidió que se lo llame Carlos, pues quería que lo vean como el hombre que da conferencias y que lucha hasta el último día en que Dios lo mantenga con vida. él fue testigo de la muerte de cada uno de sus 20 compañeros en la lucha contra el sida y escribió un libro dedicado a ellos con la historia de su caso y de su vida, titulado 21 Historia de un sobreviviente que publicó el 9 de noviembre de 2006.
En 2007 los familiares de las víctimas demandaron ante la Corte Interamericana de Derechos Humanos por una indemnización de un millón de dólares por cada uno en contra de Garcés, sin conseguir mayor éxito.
Finalmente falleció el 10 de julio de 2011, antes de la media noche. Temprano en la noche, Carlos acudió acompañado de dos amigos a ver una película en el centro comercial Mall del Sol de la ciudad de Guayaquil. Luego de regresar a su hogar ubicado en la ciudadela Sauces 6, fue llevado a la clínica de La Alborada por su madre, después de que le dijera que se sentía mal. Poco antes de llegar a la clínica, fallece al sufrir un paro cardíaco. Su caso nunca fue resuelto mientras estuvo con vida y quedó en la impunidad. Del doctor Garcés solo se sabe que ejerce la medicina en los Estados Unidos junto a su hijo quien también estuvo implicado en el caso y ambos tienen dos juicios por atentado contra la salud pública.